# Rick Fox

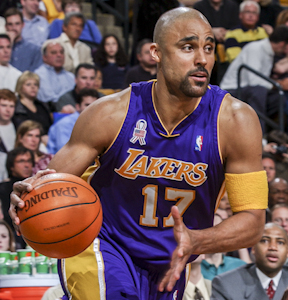
Rick Fox pelos Lakers

Ulrich Alexander "Rick" Fox (Toronto, 24 de julho de 1969) é um ator e ex-jogador de basquete profissional canadense que já atuou pelo Boston Celtics, e foi três vezes campeão da NBA jogando pelo Los Angeles Lakers; 2000, 2001 e 2002. Também é conhecido como o principal acionário e fundador do time de esportes eletrônicos Echo Fox, mais conhecido por disputar a liga norte-americana de League of Legends.

## Carreira de Jogador
Rick Fox iniciou sua carreira de jogador profissional ao ser a vigésima-quarta escolha no draft de 1991 da NBA, onde acabou por ser selecionado pelo time do Boston Celtics. Ficou conhecido como sendo o primeiro novato a jogar a sua partida de estreia como titular desde Larry Bird (em 1979). 
Em 1997, Fox seria dispensado pelos Celtics e seria então contratado pelo Los Angeles Lakers, onde atuou como titular, e mais tarde, como reserva de Glen Rice. Pelos Lakers, Rick Fox conseguiu ser campeão em três ocasiões, entre 2000 e 2002.
Na temporada de 2003-2004, Rick Fox fora negociado para voltar a ser jogador do Celtics, mas acabou por optar pela aposentadoria.
Encerrara sua carreira com uma média de 9.6 pontos 3.8 rebotes e 2.8 assistências.

## Prêmios e Homenagens
- 3 vezes Campeão da NBA: 1999-00, 2000-01, 2001-02

1. ↑  , Perfil de Rick Fox no Basketball-Reference